# Valle de Bravo (kommun)
Valle de Bravo är en kommun i Mexiko.   Den ligger i delstaten Mexiko, i den södra delen av landet, 110 km väster om huvudstaden Mexico City.
Följande samhällen finns i Valle de Bravo:
- Valle de Bravo
- Colorines
- Loma Bonita
- El Arco
- Santa María Pipioltepec
- San Juan Atezcapan
- San Nicolás Tolentino
- Cuadrilla de Dolores
- Colonia Rincón Villa del Valle
- Casas Viejas
- San Gaspar
- Monte Alto
- Barrio de Guadalupe
- Frontón Vivero
- El Fresno
- Santa Magdalena Tiloxtoc
- Tenantongo
- Mesa Rica
- El Cerrillo
- Loma de Chihuahua
- Santo Tomás el Pedregal
- Atesquelites
- Tierra Grande
- La Palma
- Loma de Rodríguez
- Peña Blanca
- La Huerta San Agustín
- Colonia Valle Escondido
- Escalerillas
- El Trompillo
- El Aguacate
- El Castellano
- San Antonio
- Los Tizates
- La Boquilla